# NGC 7171
NGC 7171 је спирална галаксија у сазвежђу Водолија која се налази на NGC листи објеката дубоког неба.
Деклинација објекта је - 13° 16' 11" а ректасцензија 22h 1m 1,9s. Привидна величина (магнитуда) објекта NGC 7171 износи 12,2 а фотографска магнитуда 13,0. Налази се на удаљености од 41,222 милиона парсека од Сунца. NGC 7171 је још познат и под ознакама MCG -2-56-5, IRAS 21583-1330, PGC 67839.